# Elisa Giardina Papa
 (mai 2023).
La mise en forme du texte ne suit pas les recommandations de Wikipédia : il faut le « wikifier ».
Les points d'amélioration suivants sont les cas les plus fréquents. Le détail des points à revoir est peut-être précisé sur la page de discussion.
- Les titres sont pré-formatés par le logiciel. Ils ne sont ni en capitales, ni en gras.
- Le texte ne doit pas être écrit en capitales (les noms de famille non plus), ni en gras, ni en italique, ni en « petit »…
- Le gras n'est utilisé que pour surligner le titre de l'article dans l'introduction, une seule fois.
- L'italique est rarement utilisé : mots en langue étrangère, titres d'œuvres, noms de bateaux, etc.
- Les citations ne sont pas en italique mais en corps de texte normal. Elles sont entourées par des guillemets français : « et ».
- Les listes à puces sont à éviter, des paragraphes rédigés étant largement préférés. Les tableaux sont à réserver à la présentation de données structurées (résultats, etc.).
- Les appels de note de bas de page (petits chiffres en exposant, introduits par l'outil «  Source ») sont à placer entre la fin de phrase et le point final[comme ça].
- Les liens internes (vers d'autres articles de Wikipédia) sont à choisir avec parcimonie. Créez des liens vers des articles approfondissant le sujet. Les termes génériques sans rapport avec le sujet sont à éviter, ainsi que les répétitions de liens vers un même terme.
- Les liens externes sont à placer uniquement dans une section « Liens externes », à la fin de l'article. Ces liens sont à choisir avec parcimonie suivant les règles définies. Si un lien sert de source à l'article, son insertion dans le texte est à faire par les notes de bas de page.
- La présentation des références doit suivre les conventions bibliographiques. Il est recommandé d'utiliser les modèles {{Ouvrage}}, {{Chapitre}}, {{Article}}, {{Lien web}} et/ou {{Bibliographie}}. Le mode d'édition visuel peut mettre en forme automatiquement les références.
- Insérer une infobox (cadre d'informations à droite) n'est pas obligatoire pour parachever la mise en page.

Pour une aide détaillée, merci de consulter Aide:Wikification.
Si vous pensez que ces points ont été résolus, vous pouvez retirer ce bandeau et améliorer la mise en forme d'un autre article.
Elisa Giardina Papa est une artiste italienne née en 1979 à Medicina. Ses productions artistiques abordent, par le biais d'une recherche approfondie et souvent ironique, la manière dont le genre, la sexualité et le travail sont présentés et exécutés dans l'économie numérique du XXIe siècle. Son travail est polymorphe, prenant la forme de films expérimentaux et d'installations mêlant vidéo, artéfacts et sculpture.

## Formation
- Candidate au doctorat (2022), Film et médias, Université de Californie Berkeley, États-Unis.
- MFA - RISD (Rhode Island School of Design), Providence, RI, États-Unis. 2013.
- Licence - Politecnico di Milano, Faculté de design, Milan, Italie, 2007.

## Processus et intention de travail
Son travail explore le genre, la sexualité et les formes de pouvoir. Elle s'intéresse à la production collective d'images et à leur diffusion dans la société. Giardina Papa examine comment les formes récurrentes de capitalisme et d'impérialisme ont mis à l'épreuve nos modes de vie.
Elisa Giardina Papa est une artiste dont la pratique est basée sur la recherche. Elle s'intéresse aux formes de savoir et de désir qui ont été perdues, oubliées ou considérées comme absurdes en raison des contraintes dominantes d'ordre. En examinant attentivement des ensembles de données d'intelligence artificielle abandonnés, des archives cinématographiques censurées, des récits de voyage coloniaux factices ou des accusations hérétiques fabriquées de toutes pièces.
Elle puise son inspiration et ses fondements artistiques sur Internet pour créer ses projets, mettant ainsi en évidence certaines facettes de nos vies, de nos comportements et de nos sociétés qu'elle juge radicalement indisciplinées et intraduisibles.

## Selection de projets
Need ideas !?! PLZ ! (2011) est un collage de vidéos YouTube dans lequel des adolescents et des étudiants américains demandent à YouTube des idées pour une vidéo, une réponse paradoxale à l'urgence de l'existence en ligne imposée par des systèmes qui prospèrent grâce au contenu généré par les utilisateurs. Drawing from Life (2011) est une série de portraits de couples occasionnels qui se rencontrent sur Chat Roulette, un salon de discussion anonyme très populaire. Archive Fever (2011) est un travail sur la possibilité de transformer l'expérience de navigation sur le web en une forme narrative et cinématographique grâce à son automatisation. When the Towel Drops Vol.1 I Italy (2015) - une collaboration avec les artistes indiennes Nupur Mathur et Bathsheba Okwenje, signées collectivement sous le nom de Radha May - est un film monté-transféré sur pellicule qui étudie la représentation censurée de la féminité et de la sexualité dans le cinéma italien, en s'appuyant sur une exploration des archives nationales de la censure de la Cineteca di Bologna. A Disorderly Tale (2022), réinterprète le mythe sicilien des donne di fora ("femmes de l'extérieur"), que la tradition orale décrit comme étant à la fois féminines et masculines, humaines mais en partie animales, bienveillantes mais vengeresses. L'installation vidéo présente les donne di fora sous la forme d'adolescents se promenant dans l'architecture postmoderne sur leurs bicyclettes, équipées de puissants systèmes musicaux. Les parcours des cyclistes sont entrecoupés de textes et d'images tirés d'un recueil de fables siciliennes du XIXe siècle, des souvenirs fragmentaires de l'enfance de l'artiste, des chansons et des histoires que lui racontait sa grand-mère et des procès de l'Inquisition qui, aux XVIe et XVIIe siècles, persécutait les femmes en tant que donne di fora.
Son travail a été exposé et projeté à la 59e exposition internationale d'art de la Biennale de Venise (The Milk of Dreams), au Museum of Modern Art (MoMA's Modern Mondays), au Whitney Museum (Sunrise/Sunset Commission), à la Biennale Mediacity de Séoul 2018, à la XVIe Quadriennale de Rome, à Rhizome (Download Commission), à Flaherty NYC, à UnionDocs et à l'ICA de Milan, entre autres.
Elle a donné des conférences au Pembroke Center for Teaching and Research on Women (Brown University), à l'Institute for Gender, Sexuality and Feminist Studies (McGill University), au Global Emergent Media Lab (Concordia University)et au Center for Digital Cultures (Leuphana University of Lüneburg), entre autres.